# Herznach
Herznach est une ancienne commune et une localité de la commune de Herznach-Ueken, située dans le district argovien de Laufenburg, en Suisse.

## Histoire

Vue aérienne (1953).

Depuis le 1er janvier 2023, la commune a fusionné avec celle d'Ueken pour former la commune de Herznach-Ueken.